# Taz-öböl
A Taz-öböl (oroszul Тазовская губа [Tazovszkaja guba]) sekély öböl Oroszországban, Jamali Nyenyecföldön, a Kara-tenger Ob-öblének legnagyobb öble, a Taz folyó természetes folytatása.

## Jellemzői
Nyugat-Szibériában, az északi sarkkörtől északra terül el. Az Ob-öbölhöz annak keleti partja középső részén csatlakozik. A Taz-félszigetet északon és keleten öleli körül és elválasztja a Gidai-félszigettől. Hossza kb. 330 km, szélessége az Ob-öbölnél 45 km, legnagyobb mélysége 9 m.  
Az öböl keskeny déli végébe két nagy vízhozamú folyó ömlik: dél felől a Pur, délkelet felől a Taz; valamint északkelet felől a szintén jelentős Messzojaha. Az öböl szélesebb, középső és északi részébe a Gidai-félsziget folyói szállítják vizüket, köztük az Antyipajotajaha (242 km).
Települések az öböl jobb partján: délen Nahodka falu, északon Antyipajuta falu.
A két öblöt gyakran egyetlen vízrendszerként kezelik, vízfelületük együttes kiterjedése mintegy 90 000 km². Mindkét öböl medre és partjai alatt nagyon jelentős földgázkészletek húzódnak. A kitermelés egyes helyeken már a 2000-es években elkezdődött.